# Ponte Salvador–Ilha de Itaparica
A ponte Salvador-Ilha de Itaparica é uma ponte que se planeja construir entre a capital baiana e a Ilha de Itaparica, litoral do estado, na Baía de Todos-os-Santos. Atualmente encontra-se na fase de estudos de sondagem que consistem na investigação e confirmação da geologia do terreno nos locais onde será construída a fundação da ponte. Ela é necessária para confirmação da qualidade das camadas e da resistência do solo.
Já a montagem do canteiro de obras será iniciada após a emissão da licença ambiental pelo Inema, aprovação da Marinha, Secretaria de Patrimônio da União (SPU) e prefeituras de Salvador e Vera Cruz.

## O projeto
As primeiras discussões sobre uma ponte ligando Salvador até a ilha vizinha surgiram ainda na década de 1960, mas por inviabilidades técnicas e financeiras, e dúvidas sobre a real demanda do empreendimento, a ideia não foi para frente. No ínicio dos anos 2000 a proposta voltou a ser pauta de debate na região baiana. Em 2010 o governo da Bahia deu abertura a um processo de manifestação de interesse, a fim de atrair empresas interessadas na construção de um anteprojeto, esclarecendo os impactos ambientais e sociais da construção da ponte.
Durante os anos seguintes em diversas ocasiões foi anunciado o início iminente das obras de construção, mas os estudos demoraram a ser concluídos, o impacto ambiental foi mais de uma vez questionado por acadêmicos e o início das obras de construção foi postergado. Complicando ainda mais a questão, em 2014 as duas principais construtoras baianas e consideradas "fortes" para tocar um projeto de alta complexidade, OAS e Odebrecht (atual Novonor), apareceram envolvidas no escândalo da Lava Jato, somado a isto as contas do estado parecia ser um entrave. No meio de incertezas, em 2017 o governador Rui Costa chegou a falar na construção de um túnel, e não de uma ponte. Mas tarde sua assessoria esclarecia que tudo não passou de uma "sugestão de um engenheiro chinês que não conhecia o projeto inicial da ponte"
Em dezembro de 2019 foi realizado, na B3, leilão para escolher a proposta de projeto vencedora. Sem propostas concorrentes, as estatais chinesas "China Railway 20 Bureau Group Corporation" e "China Communications Construction"  apresentaram lance de R$ 56,21 milhões ao ano, durante os próximos 35 anos, mais o valor arrecadado com a cobrança de pedágio. O custo da obra foi orçado em R$ 5,3 bilhõe, devendo a iniciativa privada arcar com a maior parte, R$ 3,8 bilhões, e o poder público desembolsar R$ 1,5 bilhão no quarto e no quinto ano do contrato. São cinco anos para projeto, licenciamento e construção e 30 anos de concessão após a implantação do empreendimento, por meio de uma Parceria Público-Privada (PPP) com o Governo do Estado. Em abril de 2020, no contexto da pandemia da COVID-19, o governo do estado anunciou que, em comum acordo com as construtoras, postergou por mais 90 dias a assinatura do contrato. Foi assinado no fim do mesmo ano.
A obra tem investimento de R$ 7.6 bilhões, conforme estabelecido no Plano de Negócios em 2019. As obras começaram em 2023, com a dragagem da nova área de acesso ao Porto de Salvador e a sondagem na Baía de Todos-os-Santos. A construção tem duração de quatro anos a partir da montagem do canteiro de obras. A ponte deve começar a ser construída em 2026.
Previsto para durar 48 meses corridos, as obras da ponte Salvador-Itaparica serão iniciadas com a desapropriação e demolição das áreas conflitantes com o empreendimento. Em paralelo a essas atividades, será dado início à fase de locação da obra em campo e de levantamento cadastral de interferências que possam afetar a execução da obra, de acordo com os cadastros das concessionárias de serviços públicos.

### O Projeto compreende os seguintes trechos

#### TRECHO 1 – ACESSOS VIÁRIOS EM SALVADOR
Construção das estruturas que compõem os acessos em Salvador, entre os bairros da Calçada e Água de Meninos e um conjunto de viadutos, além de dois túneis praticamente paralelos aos existentes na Via Expressa.

#### TRECHO 2 – PONTE SALVADOR – ILHA DE ITAPARICA
Após conclusão do sistema viário de Salvador, começam as obras da ponte Salvador-Itaparica, com 12.4 km de extensão. Nesse trecho do empreendimento, a construção foi dividida em três etapas: trecho de aproximação na Ilha de Itaparica, com 4.6 km, trecho de aproximação em Salvador, com 6.9 km de extensão, e trecho estaiado, com 0.9 km de comprimento e 85 m acima do nível do mar.

#### TRECHO 3 – ACESSOS VIÁRIOS EM ITAPARICA
O Sistema Viário de Itaparica possui aproximadamente 30 km de extensão, compreendidos entre a chegada da Ponte Salvador–Itaparica até a Ponte do Funil, através de uma nova rodovia projetada, que compreende a construção de viadutos incorporados em três interseções.

#### TRECHO 4
Recuperação e duplicação de trecho da BA-001, nas proximidades de Cacha Prego até a Cabeceira da Ponte do Funil.

### Benefícios

#### Emprego
Mais de sete mil vagas de emprego serão gerados durante a obra

#### Economia
Com a nova ponte e os novos acessos viários, a economia da Bahia vai ser dinamizada. O PIB do estado que hoje é essencialmente concentrado na Região Metropolitana de Salvador vai ser melhor distribuído pelo interior baiano.

#### Turismo
As potencialidades turísticas de diversos municípios serão exploradas, principalmente na Região Metropolitana de Salvador, Recôncavo Sul e Baixo Sul.

#### Acessibilidade
A obra vai proporcionar uma ligação mais curta e rápida entre a capital e as rodovias BR-101, BR-116 e BR-242. A redução da distância de viagem será de cerca de 100 quilômetros.

#### Movimentação
Expectativa de atingir um fluxo de 28 mil veículos por dia já no início da operação. Em Salvador, a ponte será acessada na região de Água de Meninos. Na Ilha de Itaparica, a cabeceira do equipamento ficará na região da Gameleira.

#### Recorde
A ponte será a maior sobre lâmina d’água da América Latina

#### Municípios atendidos
Serão beneficiados diretamente pela obra 44 municípios do Recôncavo Sul, Baixo Sul e Região Metropolitana de Salvador. Vão ser atendidos 9,8 milhões de baianos, direta e indiretamente, da Região Metropolitana de Salvador, Recôncavo e do Baixo Sul

#### Sustentabilidade
Implementação de projetos educacionais e programas socioambientais que vão permitir a capacitação de moradores locais em diversas áreas de atuação